# Аутономна црква
Аутономна црква (од грч. αυτονομία) јесте помјесна црква под јурисдикцијом аутокефалне цркве.
Патријаршијским и саборским томосом јој се признаје самосталност, али не и независност.

## Аутономија
Поглавара аутономне цркве бира њен архијерејски сабор или синод, али његов избор мора потврдити патријарх (поглавар аутокефалне цркве). Такође, киријархална црква одобрава и аутономни црквени устав. Име патријарха се чита у свим храмовима прије имена поглавара аутономне цркве. Свето миро се добија од киријархалне цркве. Предстојатељ аутономне цркве је канонски одговоран пред највишим црквеним судом аутокефалне цркве.
Аутономна црква унутар Цариградске патријаршије је Финска православна црква, а полуаутономни статус има Критска архиепископија (од 1965). Постоји и Естонска апостолска православна црква чију аутономију не признаје ниједна помјесна црква.
Синајска архиепископија се налази у саставу Јерусалимске патријаршије. Архиепископа са сједиштем у манастиру Свете Катарине на Синају бира манастирско братство, а хиротонију врши јерусалимски патријарх.

### Српска патријаршија
Једина аутономна црква унутар Српске православне цркве је Православна охридска архиепископија. Аутономија јој је призната патријаршијским и саборским томосом (2005), а на њеном челу стоји архијереј са титулом „архиепископ охридски и митрополит скопски“.
Аутономна Православна охридска архиепископија има једну митрополију и шест епископија. Четири епископије немају свог архијереја и њима привремено управљају мјестобљуститељи (администратори). Четверочлани Свети архијерејски синод је сабор архијереја и црквенозаконодавна власт. Он одлучује о оснивању и арондацији епархија и бира епархијске и викарне епископе.
По Нишком договору призната је широка црквена самосталност тј. најшира црквена аутономија. Поглавар Охридске архиепископије се ословљава са „Његово блаженство“ и носи бијелу панакамилавку са брилијантским крстом. Његов избор потврђује патријарх српски. Архиепископија се управља на основу општеважећег канонског устројства Православне цркве и свог Устава.

### Руска патријаршија
Аутономне цркве унутар Руске православне цркве су Јапанска православна црква и Кинеска православна црква. Јапанска митрополија има три епархије (Кјотску, Сендајску и Токијску), а на њеном челу стоји митрополит Данил (Нуширо). Међутим, Кинеска православна црква уопште нема епископат.
На челу аутономне цркве се налази митрополит или архиепископ који је и епархијски архијереј. Предстојатеља бира сабор аутономне цркве. Изабрани кандидат ступа на предстојатељску дужност након потврде патријарха. Предстојатељ је предсједник сабора и синода аутономне цркве.
Основни црквеноправни акт аутономне цркве је устав.
Помјесни сабор Руске православне цркве одлучује о оснивању или укидању аутономне цркве. Све архијереје аутономне цркве бира њен синод. Ови архијереји су чланови Помјесног сабора и Архијерејског сабора, а могу бити и чланови Светог синода Руске православне цркве.
Највиша судска власт за аутономну цркву су Високи општецрквени суд и Архијерејски сабор Руске православне цркве.